# 이리마한초등학교
이리마한초등학교는 대한민국 전북특별자치도 익산시 영등동에 있는 공립 초등학교이다.

## 학교 연혁
- 2000년 3월 1일 이리마한초등학교 개교(16학급)
- 2001년 5월 6일 개교 1주년 기념행사
- 2002년 2월 25일 조회대 설치 및 강당 통로 공사
- 2004년 2월 15일 교실 칸막이 공사
- 2004년 12월 3일 신관 3,4층 10개 교실 증축
- 2005년 3월 16일 정원 보토 및 조경 식재 공사
- 2007년 1월 31일 다목적 영상실 설치
- 2007년 6월 1일 수생 식물 및 야생화 단지 조성(26종)
- 2007년 8월 25일 과학실 현대화 사업
- 2007년 8월 30일 디지털 도서관 현대화 사업
- 2008년 3월 1일 병설유치원 개원(1학급)(설립인가 1월 29일)
- 2009년 9월 1일 보건실 현대화 사업
- 2009년 12월 21일 강당 음향시설 교체
- 2010년 5월 6일 개교 10주년 기념행사
- 2010년 10월 3일 전산실 리모델링 및 컴퓨터 교체(2개실)
- 2011년 1월 30일 안전강화 경비실 및 출입통제시스템 설치
- 2011년 11월 7일 영어체험실 구축
- 2011년 12월 29일 야외 원형음수대 교체, 놀이터 펜스 설치
- 2012년 9월 26일 유치원 화장실 증축
- 2012년 12월 21일 방송실 기기 디지털화 및 리모델링
- 2013년 2월 20일 즐거운교실 시스템냉난방기 설치
- 2013년 2월 28일 즐거운교실 방송시설 정비 및 좌석 천 교체
- 2014년 1월 28일 본관 및 별관 화장실 좌변기 설치공사
- 2014년 2월 13일 학생 책상 상판 교체
- 2014년 2월 24일 각 교실 청소도구함 구입
- 2014년 2월 27일 본관 현관 실내조경공사
- 2017년 9월 1일 제7대 최정호 교장 부임
- 2019년 2월 15일 제19회 졸업식 (졸업생 총 2,870명)
- 2019년 3월 1일 21학급 편성 (유치원 3학급 편성)
- 2020년 2월 12일 제20회 졸업식(졸업생 총 2,982명)
- 2020년 3월 1일 19학급 편성 (유치원 3학급 편성)
- 2021년 1월 8일 제21회 졸업식 (졸업생 총 3,089명)
- 2021년 3월 1일 18학급 편성 (유치원 3학급 편성)

## 학교 상징
- 교화 - 철쭉 : 화사하고 탐스로운 꽃나무로 마한 어린이들이 밝고 환하게 꿈을 키우며 자라라는 의미
- 교목 - 소나무 : 예로부터 장수와 절개를 상징하는 나무로 본교 어린이들이 튼튼하고 굳세게 자라라는 의미
- 교조 - 까치 : 반가운 소식을 전해준다는 보호새로 마한 어린이들에게 희망을 주고 늘 반가운 소식만 전해주라는 의미

## 참고 자료
- 이리마한초등학교 - 한국교육학술정보원 학교알리미